# ロン＝ロベルト・ツィーラー
ロン＝ロベルト・ツィーラー（Ron-Robert Zieler, 1989年2月12日 - ）は、西ドイツ・ケルン出身のサッカー選手。ブンデスリーガ2部・ハノーファー96所属。ドイツ代表。ポジションはゴールキーパー。

## 経歴

### クラブ

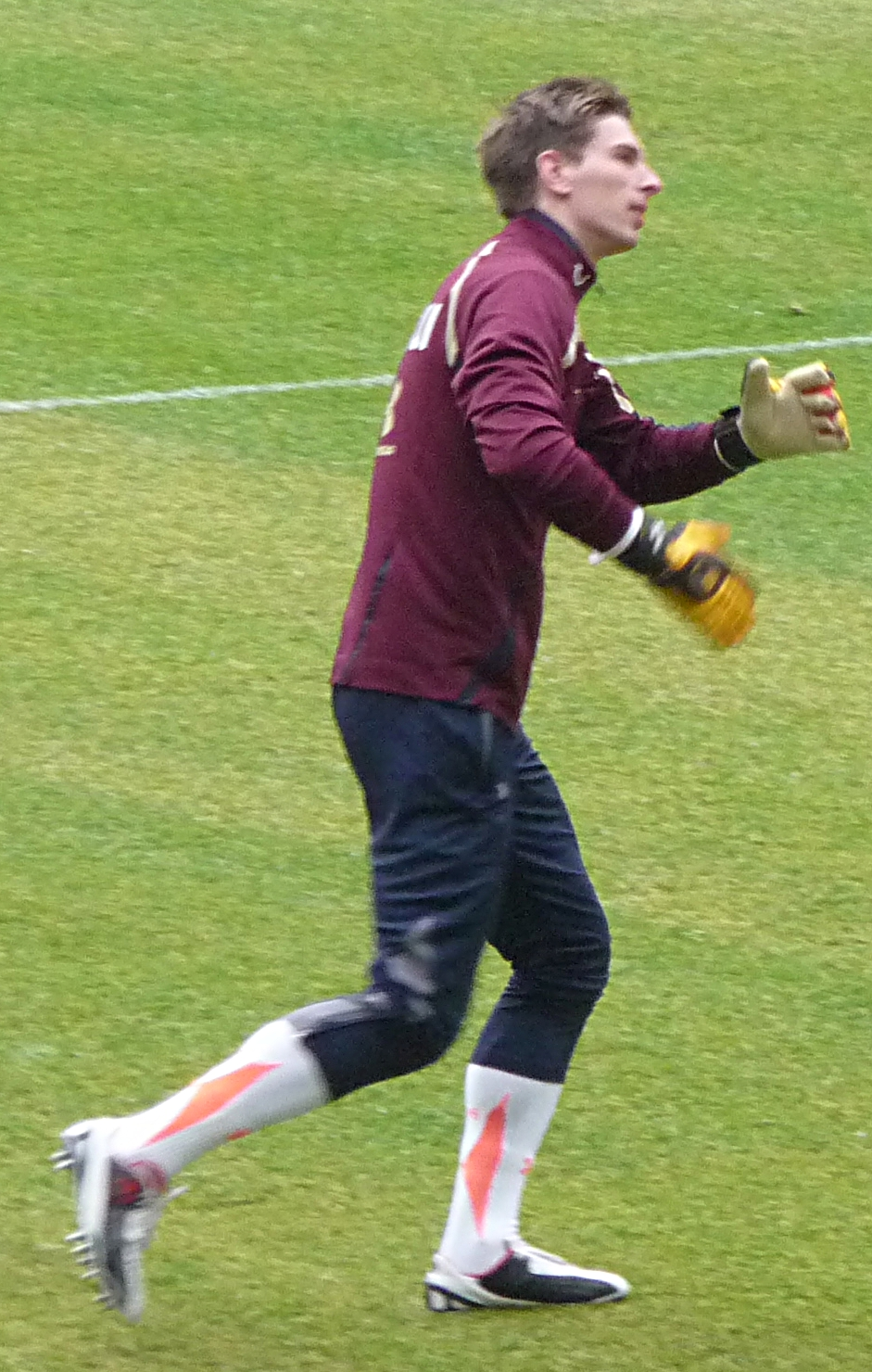
ハノーファーでのツィーラー（2011年）

ケルンで生まれたツィーラーは、地元クラブである1.FCケルンにてサッカーを始めた。2005年7月にマンチェスター・ユナイテッドFCへと加入。マンチェスター・ユナイテッドでの1年目は、U-18カテゴリーで22試合に出場。翌シーズン、U-18の正ゴールキーパーの座をベン・エイモスと争うと共に、2007年3月15日のシェフィールド・ユナイテッドFC戦でリザーブチームデビューした。2007-08シーズンにはリザーブチームに昇格し、11試合に出場した。2008-09シーズンはトップチームで背番号38が与えられ、フットボールリーグカップのミドルズブラFC戦では、出場機会こそなかったもののベンチメンバーに招集された。
2008年11月26日、12月31日までのレンタル移籍でノーサンプトン・タウンFCへ移る。しかしその後、2009年1月31日までレンタル期間を延長。その後も期間を再び延長し、最終的に2月25日までノーサンプトン・タウンに所属した。ノーサンプトン・タウンでのデビューはウォルソールFC戦であり、その3日後に行われたブライトン・アンド・ホーヴ・アルビオンFCとの試合にも出場した。
マンチェスター・ユナイテッド復帰後は再びリザーブチームに加わった。復帰後の4試合で1失点に抑えるなど活躍したが、ニューカッスル・ユナイテッドFCとの試合で腕を負傷。負傷から回復した後に再び定位置を奪うことはできず、サブメンバーに選ばれる機会も減少した。
2010年夏の移籍市場で、母国ドイツのクラブであるハノーファー96と2年契約を結んだ。加入当初は、リザーブチームでのプレーが中心だったが、シーズン後半にフローリアン・フロムロヴィッツから定位置を奪いリーグ戦15試合に出場し、チームの4位に貢献した。
2015-16シーズンでハノーファー96は最下位となりブンデス2部に降格したことを受け、2016年6月レスター・シティFCへ2020年までの4年契約で完全移籍。6年ぶりにプレミアリーグへ復帰した。
しかし、レスターシティでは正GKカスパー・シュマイケルを破ることが出来ずリーグ戦9試合の出場に留まったことから移籍を志願し、2017年7月VfBシュトゥットガルトへ2020年までの3年契約移籍金400万ユーロ（推定）で完全移籍。1年でブンデスリーガ復帰となった。
2019年6月17日、古巣のハノーファー96へ3年ぶりに復帰。2023年6月までの4年契約を結んだ。
2020年8月13日、故郷チームである1.FCケルンへ2020-21シーズン終了までの期限付き移籍をした。

### 代表

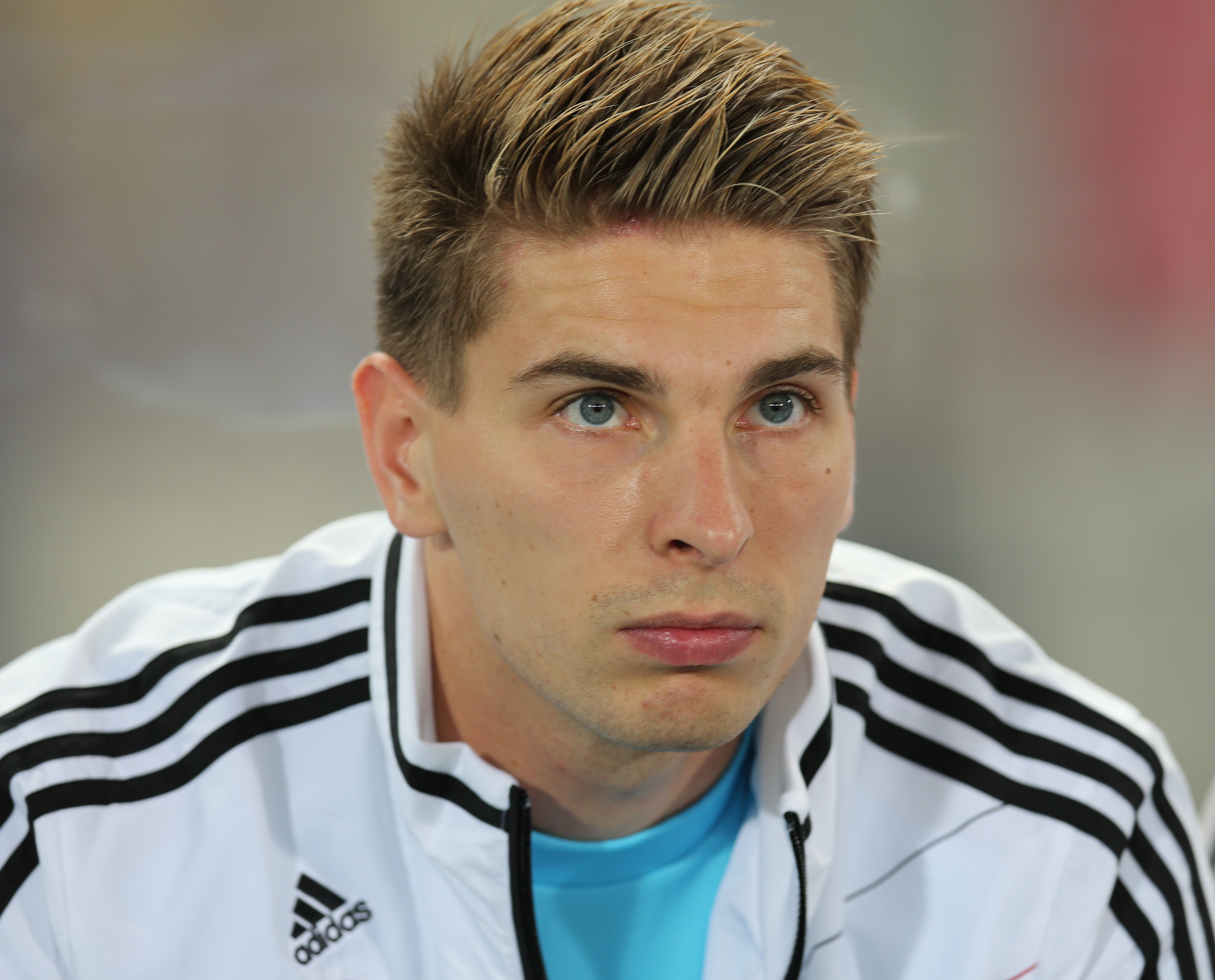
ドイツ代表でのツィーラー（2012年）

UEFA U-19欧州選手権2008でドイツ代表のゴールを守り、優勝を経験。1年後には2009 FIFA U-20ワールドカップにも出場した。
2011年11月11日のウクライナ代表戦でA代表デビューした。
2014 FIFAワールドカップを戦うドイツ代表に選出された。大会を通しては、マヌエル・ノイアーとローマン・ヴァイデンフェラーに次ぐ第3GKとして参加したため出場機会は無かった。

## 代表歴

### 出場大会
- ドイツ代表
  - 2014 FIFAワールドカップ

### 試合数
- 国際Aマッチ 6試合 0得点（2011年-2015年）[8]

| ドイツ代表 | 国際Aマッチ | 国際Aマッチ |
| 年         | 出場        | 得点        |
| ---------- | ----------- | ----------- |
| 2011       | 1           | 0           |
| 2012       | 1           | 0           |
| 2013       | 0           | 0           |
| 2014       | 2           | 0           |
| 2015       | 2           | 0           |
| 通算       | 6           | 0           |

## タイトル

### 代表
U-19ドイツ代表
- UEFA U-19欧州選手権 : 2008

ドイツ代表
- FIFAワールドカップ : 2014